# 克尔曼沙阿
克尔曼沙阿（Kermanshah）是伊朗伊斯兰共和国克尔曼沙赫省的省会，距首都德黑兰西偏南方向约525公里（326英里），距离伊朗和伊拉克边境约120公里。2005年估算人口822,921，2016年的人口普查，當地人口為946,681人（2019年的估計則為1,016,000人）。大多數當地人口操南庫爾德語。當地氣候溫和多山。克爾曼沙赫是伊朗最大操庫爾德語系人民居住的城市。當地大多數居民是什葉派穆斯林，但也有遜尼派穆斯林，和雅爾薩尼宗教的信徒。

## 地名來源
克爾曼沙赫的地名源自薩珊王朝時代的稱號-Kirmanshah，這個稱號是“Kerman國王”的意思。稱號由沙普爾三世之子巴赫拉姆儲君（Bahram）所擁有，當年他被任命為Kirman省(現為伊朗克爾曼省)總督，獲得Kirmanshah的頭銜。巴赫拉姆在公元390年繼承王位，成為巴赫拉姆四世（在位期間公元388年到399年），他即位後創立克爾曼沙（Kermanshah）這個城市，用自己以前的頭銜作為這座新城市的名字，即“克爾曼國王城市”。 
公元1979年伊朗伊斯蘭革命之後，這城市曾短期被改名為Ghahramanshahr，後來城市以及所在省份的名稱都更改為 Bakhtaran，改名的原因顯然是由於Ghahramanshahr這個名稱中出現“Shah”（沙阿，伊朗君王的稱呼）。巴赫塔蘭 （Bakhtaran）的意思是西方，是指這個城市和省份在伊朗的位置。然而在兩伊戰爭之後，這座城市再度更名為克爾曼沙赫，原因是這個地名能反映當地居民的渴望，也是波斯文學和伊朗人的集體記憶。

## 歷史

### 史前史
由於克爾曼沙赫有古老和迷人的風景、豐富的文化、和新石器時代的村莊，被認為是史前文化的發祥地之一。根據考古調查和發掘，從舊石器時代初期以來，當地一直有史前人類活動，持續到舊石器時代，再延續到舊石器時代晚期。有關舊石器時代初期的證據，有在城市東部的加基亞地區（Gakia area）所發現的一些手斧。在克爾曼沙赫省各地發現有舊石器時代中期的遺跡，特別是在市區北部的Tang-e Kenesht、Tang-e Malaverd、和塔克·波斯坦附近。
在此期間，有尼安德特人存在克爾曼沙赫地區的證據，在伊朗的這類早期人類中，唯一發現的骨骼遺骸是在位於克爾曼沙赫省的三個洞穴和岩棚中發現。當地已知的舊石器時代洞穴是Warwasi、Qobeh、Malaverd、和Do-Ashkaft洞穴。該地區還是在8,000至10,000年前所建立最早的人類居住區，包括有Asiab、Qazanchi、Sarab、Chia Jani、和Ganj-Darreh等地區。

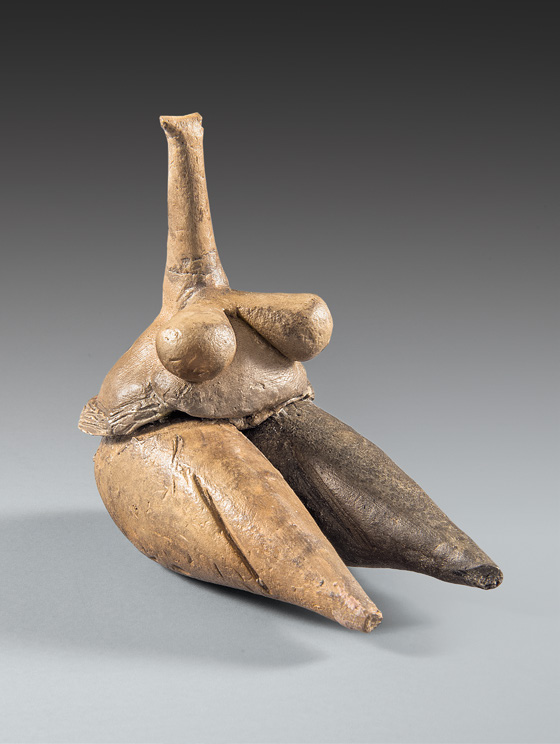
在克爾曼沙赫發現的泥塑人俑（子孫娘娘），年代約為公元前7000年到6100年間的新石器時代，現收藏於伊朗國家博物館。

大約與此同時，與伊朗有關的第一批陶器是在現今哈爾辛（Harsin）附近的甘傑·達雷所製作。公元 2009年5月，根據哈馬丹大學（University of Hamadan)和倫敦大學學院（UCL）進行的研究結果，伊朗文化遺產和旅遊組織考古研究中心負責人宣布，當地是中東歷史最悠久的史前村莊之一，歷史可追溯到公元前9800年，發現地點在克曼沙赫以西的薩赫內（Sahneh）。在城市內的許多土丘遺址中，也有後來時期的村莊和早期的青銅時代遺跡被發現。

### 薩珊王朝時期的克爾曼沙赫

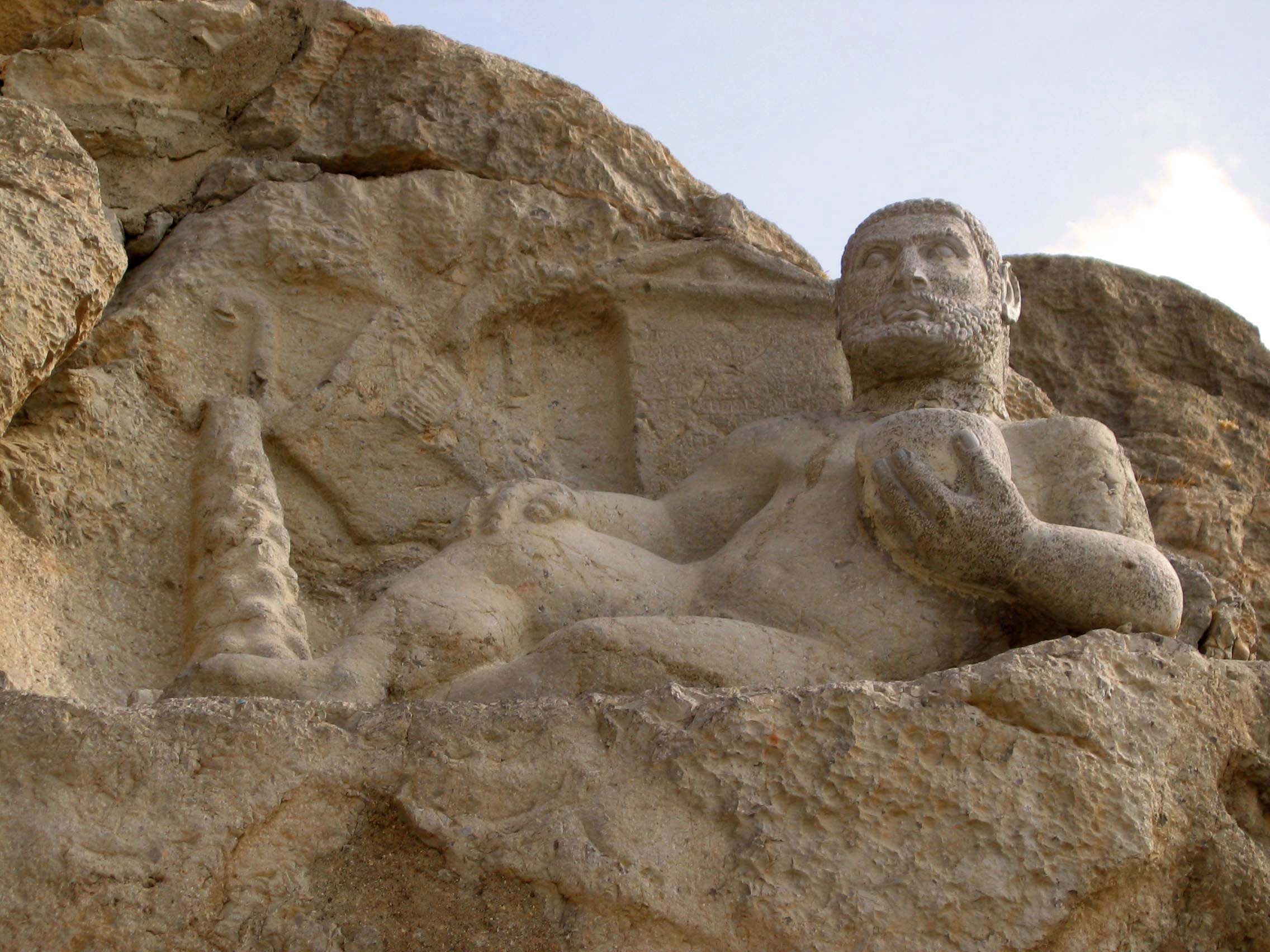
希臘化時代的公元前153年，用海克力士形式，表達祆教勝利之神烏魯斯拉格納的雕刻作品。

在古代伊朗神話中，這座城市由俾什達迪王朝第三任國王塔赫穆拉斯建造。一般人們相信克爾曼沙赫是在薩珊王朝時期建造，由巴赫拉姆四世(他被稱為Kirmanshah，意為Kerman國王)以他的名字為這座城市命名。在公元4世紀左右的薩珊王朝時期，這座城市相當繁榮，後來成為波斯帝國的首都，並且是重要的療養休閒中心，是薩珊王朝國王的避暑勝地。公元226年，波斯皇帝阿爾達希爾一世領導，與當地地的”庫爾德人”部落進行為期兩年的戰爭後，波斯帝國恢復當地“庫爾德人”領袖麥地亞的卡尤斯（Kayus of Medya）的名號，由他統治克爾曼沙赫。這個被稱為卡尤斯王朝（又稱Kâvusakân）的附庸王朝，是一個半獨立的王國，直到薩珊王朝的阿爾達希爾二世在公元380年把它最後一位統治者罷黜，才告結束。早期“庫爾德”是一種社會用語，指的是伊朗游牧民族，而不是具體的種族群體。這個名詞到公元12和13世紀成為一項種族認同。 

### 伊斯蘭時代
克爾曼沙赫在公元640年被阿拉伯人征服。在11世紀的塞爾柱帝國統治時期，這個城市成為伊朗西部和整個南部庫爾德人居住地區的主要文化和商業中心。薩非王朝為該城建設防禦設施，在法特赫-阿里沙·卡扎爾統治期間(1797年到1834年)，卡扎爾人在此擊退入侵的奧斯曼帝國軍隊。克爾曼沙赫在1723年至1729年，還有1731年至1732年兩段期間被奧斯曼帝國佔領。

### 近代史
克爾曼沙赫在1914年被帝俄軍隊佔領，隨後在1915年第一次世界大戰期間被奧斯曼軍隊佔領，英國軍隊在1917年驅逐奧斯曼帝國佔領軍的期間，城市居民曾受到疏散。克爾曼沙赫在卡扎爾王朝時期的波斯立憲革命，和巴列維王朝時期的共和國運動中曾發揮重要的作用。兩伊戰爭期間，這座城市遭到嚴重破壞，雖然已經過重建，但尚未完全恢復。

## 氣候
克爾曼沙赫的氣候深受臨近紮格羅斯山脈的影響，該地區被列為地中海夏季炎熱氣候（柯本氣候分類法中的Csa型）。城市的高度和受到西風吹襲的位置，有較高的降雨量（比德黑蘭高兩倍），但同時會有大幅度的晝夜溫度，在幾乎沒雨的夏季時，白天尤其炎熱。當地冬季較為寒冷，秋季和春季通常會降雨。冬季至少會降雪幾週。
| Kermanshah, Iran (1961–1990, extremes 1951–2010) | Kermanshah, Iran (1961–1990, extremes 1951–2010) | Kermanshah, Iran (1961–1990, extremes 1951–2010) | Kermanshah, Iran (1961–1990, extremes 1951–2010) | Kermanshah, Iran (1961–1990, extremes 1951–2010) | Kermanshah, Iran (1961–1990, extremes 1951–2010) | Kermanshah, Iran (1961–1990, extremes 1951–2010) | Kermanshah, Iran (1961–1990, extremes 1951–2010) | Kermanshah, Iran (1961–1990, extremes 1951–2010) | Kermanshah, Iran (1961–1990, extremes 1951–2010) | Kermanshah, Iran (1961–1990, extremes 1951–2010) | Kermanshah, Iran (1961–1990, extremes 1951–2010) | Kermanshah, Iran (1961–1990, extremes 1951–2010) | Kermanshah, Iran (1961–1990, extremes 1951–2010) |
| 月份                                             | 1月                                              | 2月                                              | 3月                                              | 4月                                              | 5月                                              | 6月                                              | 7月                                              | 8月                                              | 9月                                              | 10月                                             | 11月                                             | 12月                                             | 全年                                             |
| ------------------------------------------------ | ------------------------------------------------ | ------------------------------------------------ | ------------------------------------------------ | ------------------------------------------------ | ------------------------------------------------ | ------------------------------------------------ | ------------------------------------------------ | ------------------------------------------------ | ------------------------------------------------ | ------------------------------------------------ | ------------------------------------------------ | ------------------------------------------------ | ------------------------------------------------ |
| 历史最高温 °C（°F）                              | 20.2 (68.4)                                      | 21.8 (71.2)                                      | 28.4 (83.1)                                      | 33.7 (92.7)                                      | 38.5 (101.3)                                     | 43.0 (109.4)                                     | 44.1 (111.4)                                     | 44.0 (111.2)                                     | 40.4 (104.7)                                     | 34.4 (93.9)                                      | 28.4 (83.1)                                      | 25.4 (77.7)                                      | 44.1 (111.4)                                     |
| 平均高温 °C（°F）                                | 6.5 (43.7)                                       | 8.9 (48.0)                                       | 14.3 (57.7)                                      | 19.7 (67.5)                                      | 25.8 (78.4)                                      | 33.3 (91.9)                                      | 37.8 (100.0)                                     | 37.0 (98.6)                                      | 32.5 (90.5)                                      | 25.0 (77.0)                                      | 16.7 (62.1)                                      | 9.7 (49.5)                                       | 22.3 (72.1)                                      |
| 日均气温 °C（°F）                                | 0.6 (33.1)                                       | 2.5 (36.5)                                       | 7.7 (45.9)                                       | 12.7 (54.9)                                      | 17.6 (63.7)                                      | 23.6 (74.5)                                      | 28.2 (82.8)                                      | 27.2 (81.0)                                      | 22.4 (72.3)                                      | 16.0 (60.8)                                      | 8.9 (48.0)                                       | 3.5 (38.3)                                       | 14.2 (57.6)                                      |
| 平均低温 °C（°F）                                | −4.3 (24.3)                                      | −3.0 (26.6)                                      | 1.2 (34.2)                                       | 5.1 (41.2)                                       | 8.2 (46.8)                                       | 11.4 (52.5)                                      | 16.1 (61.0)                                      | 15.4 (59.7)                                      | 10.6 (51.1)                                      | 6.4 (43.5)                                       | 1.8 (35.2)                                       | −1.7 (28.9)                                      | 5.6 (42.1)                                       |
| 历史最低温 °C（°F）                              | −24 (−11)                                        | −27.0 (−16.6)                                    | −11.3 (11.7)                                     | −6.1 (21.0)                                      | −1.0 (30.2)                                      | 2.0 (35.6)                                       | 8.0 (46.4)                                       | 8.0 (46.4)                                       | 1.2 (34.2)                                       | −3.5 (25.7)                                      | −17.0 (1.4)                                      | −17 (1)                                          | −27.0 (−16.6)                                    |
| 平均降水量 mm（）                                | 67.1 (2.64)                                      | 62.9 (2.48)                                      | 88.9 (3.50)                                      | 69.9 (2.75)                                      | 33.7 (1.33)                                      | 0.5 (0.02)                                       | 0.3 (0.01)                                       | 0.3 (0.01)                                       | 1.3 (0.05)                                       | 29.2 (1.15)                                      | 54.3 (2.14)                                      | 70.3 (2.77)                                      | 478.7 (18.85)                                    |
| 平均降雨天数                                     | 11.4                                             | 10.7                                             | 12.6                                             | 11.0                                             | 7.6                                              | 0.5                                              | 0.2                                              | 0.4                                              | 0.5                                              | 4.9                                              | 7.9                                              | 9.6                                              | 77.3                                             |
| 平均降雪天数                                     | 5.9                                              | 4.7                                              | 1.9                                              | 0.2                                              | 0.0                                              | 0.0                                              | 0.0                                              | 0.0                                              | 0.0                                              | 0.0                                              | 0.3                                              | 3.1                                              | 16.1                                             |
| 平均相對濕度（％）                               | 75                                               | 71                                               | 62                                               | 57                                               | 49                                               | 28                                               | 23                                               | 23                                               | 25                                               | 40                                               | 59                                               | 71                                               | 49                                               |
| 月均日照時數                                     | 134.8                                            | 150.1                                            | 180.7                                            | 204.6                                            | 268.0                                            | 348.3                                            | 349.1                                            | 336.7                                            | 304.6                                            | 242.8                                            | 187.6                                            | 147.9                                            | 2,855.2                                          |
| 来源1：美國國家海洋暨大氣總署                    |                                                  |                                                  |                                                  |                                                  |                                                  |                                                  |                                                  |                                                  |                                                  |                                                  |                                                  |                                                  |                                                  |
| 来源2：伊朗國家氣象局 (記錄)                     |                                                  |                                                  |                                                  |                                                  |                                                  |                                                  |                                                  |                                                  |                                                  |                                                  |                                                  |                                                  |                                                  |

## 主要景點

### 塔克·波斯坦

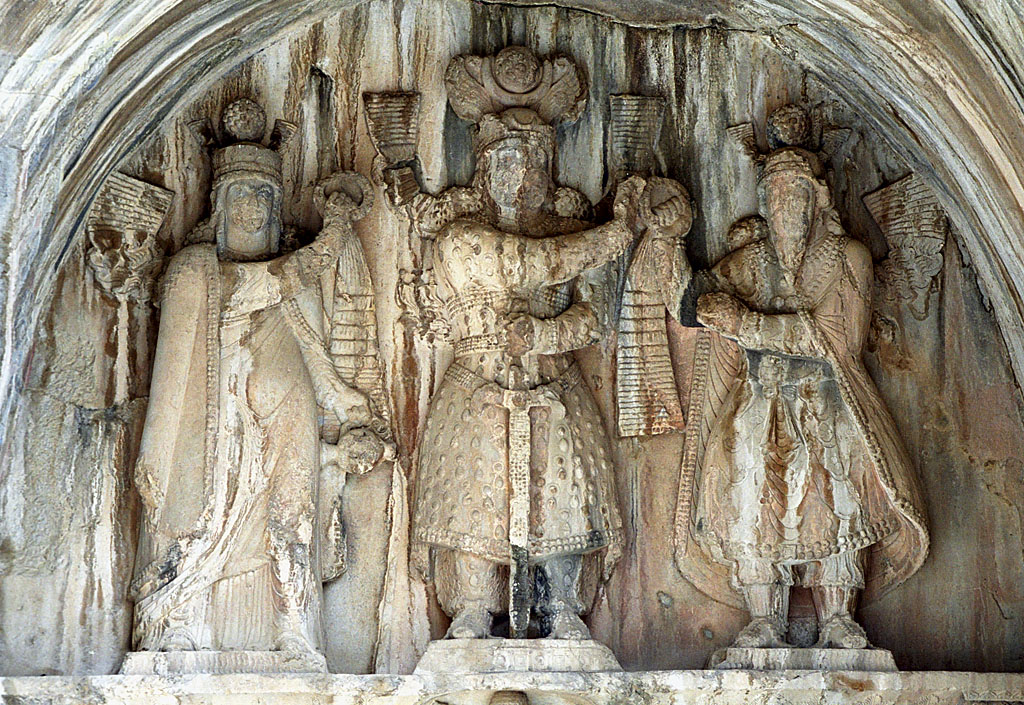
在塔克·波斯坦的雕刻作品。左邊是女神阿娜希塔，而薩珊王朝守護神亞扎塔站在統治者霍斯勞二世之後，被祆教尊為造物主的阿胡拉·馬茲達站在右邊，把象徵王權的帶狀皇冠授予霍斯勞二世。

塔克·波斯坦有波斯薩珊王朝時代的一系列大型岩石浮雕，伊朗王朝在公元226至650年時期統治西亞。這個山壁雕刻作品距離市中心5公里（3英里）處。座落在札格羅斯山脈的中心，已經歷近1,700年的風雨侵襲。
這些山壁雕刻作品是薩珊王朝當代波斯的雕塑中製作最精美，保存最好的作品，包括有阿爾達希爾二世(在位期間379年到383年)和沙普爾三世(在位期間383年到388年)所投入心血中的代表作品。在塔克·波斯坦所表達的，像其他薩珊王朝的象徵一樣，浮雕圖案突顯力量、宗教傾向、榮耀、榮譽、廣袤的宮廷、狩獵、鬥志、喜慶、歡樂、以及饗宴。
薩珊王朝國王沿著具有悠久歷史的絲路商隊路線，選擇途經點和宿營地作為創作精美石壁浮雕的場所。作品與聖泉相鄰，泉水流入山崖底部大型水池，池面如鏡，會反射周遭景物。
塔克·波斯坦及其石壁浮雕是紮格羅斯山脈地區中尚存的30處薩珊王朝遺跡之一。根據美國伊朗藝術和考古研究所創始人亞瑟·波普的敘述，“藝術是伊朗人民的特徵，是他們給予世界的禮物。”
最大的洞穴裡面最令人印象深刻的浮雕之一，是一座巨大的騎士雕像，薩珊王朝國王霍斯勞二世（在位期間591年到628年）騎在在他最鍾愛，名為夏迪子的戰馬背上。馬和騎士都配備有完整的盔甲。拱門架在兩根柱子上，柱子上刻有精美的圖案，顯示著生命之樹（或稱神聖之樹）。拱門上方，位於兩個相對的側面，有兩個戴有冠冕的有翼天使雕像。在拱門的外層周圍邊緣，雕刻有花朵圖案。在薩珊王朝國王的正式朝服上也可看得到這些圖案。騎士浮雕於2016年8月7日測量的結果，寬度大約7.45米，高度為4.25米。

### 貝希斯敦銘文
貝希斯敦銘文被聯合國教育、科學及文化組織（UNESCO）列為世界遺產。貝希斯敦銘文（也拼為Bisitun或Bisutun， 波斯語: بیستون ; 古波斯語: Bagastana，意為“神的地方或土地”）是刻於貝希斯敦山壁上，包含幾種文字的銘文。
銘文是同一文本，使用三種語言的楔形文字書寫：古波斯語、埃蘭語、和巴比倫尼亞語。英國陸軍軍官羅林森在公元1835年和1843年把這塊碑刻銘文內容謄寫兩份。他在1838年將古波斯的楔形文字解讀成功，羅林森和其他人在1843年之後又一起把埃蘭語和巴比倫尼亞語文字解讀完成。巴比倫尼亞文字是後期的阿卡德語形式，都是閃米特語族。因此，這些銘文對於楔形文字的功用而言，就像羅塞塔石碑對埃及象形文字一樣：是解讀先前失傳文字相當關鍵的文件。
碑文高約15米，寬25米，刻在一面高達100米的石灰岩懸崖上，地點處在在連接巴比倫尼亞王朝和米底王國兩國的首都(巴比倫和埃克巴坦那)的一條古老道路旁邊。由於是把山腰部分移除，以使完成後的銘文更能被清晰看見，因此一般人們極不容易攀爬以接近銘文所在。古波斯語文字分五個段落，有414行。埃蘭語文本有八個段落，有593行，而巴比倫尼亞文本有112行。碑文旁有大流士真人大小的淺浮雕，手握弓表示王權，左腳踩在一個背躺在地人物的胸膛，那個躺在地的人被盛傳是冒充為居魯士大帝之子巴迪亞的篡位者-高馬塔(Gaumata)。大流士左邊有兩名僕人侍候，右邊站著十個一米高的人物，雙手被綁住，有繩索套在脖子上，代表被征服的人民。法拉瓦哈漂浮在空中，向國王表達祝福。有個物件似乎是在淺浮雕完成之後才添加上去，這物件是的大流士的鬍鬚，它是一片獨立的石頭，用鐵和鉛栓連接到大流士的淺浮雕像上。

### 卡扎爾王朝古蹟
在卡扎爾王朝(公元1794年至1925年) 期間，修建有克爾曼沙赫集市、清真寺、和什葉派信徒聚會所，例如莫文·阿爾默克聚會所，美麗的住宅，例如Khajeh Barookh豪宅也在當期興建完成。

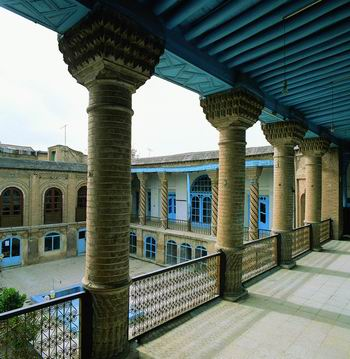
Khajeh Barookh豪宅

莫文·阿爾默克聚會所的獨特之處在於建物牆上有許多與伊斯蘭信仰有關的圖片，但也有許多與伊斯蘭教無關，而是在伊斯蘭傳入前，與伊朗傳統著作列王紀有關的圖片。
Khajeh Barookh豪宅位於城市猶太居民區 （稱為Faizabad）的舊區。它是由卡扎爾王朝時期的猶太商人Barookh Baruch所建造。這座豪宅是伊朗歷史建築中的傑作，並根據最後擁有者之名改稱為“Randeh-Kesh豪宅”，這是座“daroongara”（向內）房屋，通過前庭連接到外部庭院，通過走廊連接到室內院子。房間圍繞著內部院子，磚砌的柱子，形成房子的伊萬，階梯狀柱頭有磚砌如鐘乳石裝飾。這棟豪宅是罕有，帶有私人浴室的卡扎爾王朝時期房屋之一。

### 集市
克爾曼沙赫的集市歷史久遠，最早的可追溯到卡扎爾王朝時期。克爾曼沙赫大市集（Kermanshah Grand Bazaar，或稱Tarike Bazaar）在1820年左右建立，卡扎爾王朝王子道拉特沙赫擔任當地總督的時期，曾是當時中東最大的大集市。

## 經濟
克爾曼沙赫是伊朗的西部農業核心地區之一，生產穀物、稻米、蔬菜、水果、和榨油種子，但當地正在崛起成為一個相當重要的工業城市。城市郊區有兩個工業中心，擁有超過256個生產單位。行業包括石油化工產品廠、紡織品製造、食品加工業、地毯製造、糖精製作、以及電氣設備和工具生產。克爾曼沙赫煉油公司(Kermanshah Oil Refining Company , KORC)最初由英國人於1932年創立，是當地的主要產業之一。兩伊戰爭之後，克爾曼沙赫成為伊朗的主要進出口門戶之一。

## 相片集錦
- 在坎加瓦爾的安娜希塔神廟（英语：Anahita Temple）
- 達拉卡尼山（Mount Dalekhani）
- 古利·蓋里洞穴（Ghouri Ghaleh Cave）
- 貝希斯敦銘文特寫
- 在塔克·波斯坦的浮雕[fn 1]

## 資料來源
- Borijan, Habib. . . 2015  [2021-05-18]. （原始内容存档于2021-05-18）. |article=和|title=只需其一 (帮助)
- Borijan, Habib. . . 2016  [2021-05-18]. （原始内容存档于2019-05-17）. |article=和|title=只需其一 (帮助)
- Calmard, Jean. . . 2015  [2021-05-18]. （原始内容存档于2020-11-19）. |article=和|title=只需其一 (帮助)
- Pirnazar, Nahid. . . 2014  [2021-05-18]. （原始内容存档于2020-11-19）. |article=和|title=只需其一 (帮助)

## 外部連結
- （页面存档备份，存于）
- Pictures of Inscription and Bas relief of Darius the Great  - Free Pictures of IRAN irantooth.com
- Photos from Bisotun Complex - From Online Photo Gallery Of Aryo.ir
- Photos from Taqwasan - From Online Photo Gallery Of Aryo.ir
- Photos from Moavenol Molk Tekieh - From Online Photo Gallery Of Aryo.ir